# クリスティアン・ティーレマン
クリスティアン・ティーレマン（Christian Thielemann, 1959年4月1日 - ）は、ドイツ・ベルリン（西ベルリン）出身の指揮者である。

## 概要
1978年よりベルリン・ドイツ・オペラ、カールスルーエ・バーデン州立劇場、ハノーファー州立劇場にて歌劇場コレペティトーアとして経験を積んだのち、1985年から1988年までライン・ドイツ・オペラの第1カペルマイスターを務めた。
1988年から1992年までニュルンベルク州立劇場、1997年から2004年までベルリン・ドイツ・オペラ、2004年から2011年までミュンヘン・フィルハーモニー管弦楽団の音楽総監督をそれぞれ務めた。2012年にシュターツカペレ・ドレスデンの首席指揮者に就任し、2024年に退任予定。
2024年よりシュターツカペレ・ベルリンの音楽総監督に就任予定である。
その他、ウィーン・フィルハーモニー管弦楽団やベルリン・フィルハーモニー管弦楽団などへ定期的に客演し、またバイロイト音楽祭やウィーン国立歌劇場で活躍するなど、コンサートとオペラ両面にて評価を得ている。
レパートリーとしては、ベートーヴェン、シューマン、ブラームス、ワーグナー、ブルックナー、リヒャルト・シュトラウス、プフィッツナーの作品を中心として、ドイツ・オーストリア系の古典派、ロマン派から20世紀初頭までの曲を得意としている。

## 経歴

### 出生からデビューまで
音楽好きの両親のもと西ベルリンで生まれたティーレマンは、幼時より両親に連れられて室内楽やベルリン・フィルハーモニー管弦楽団の演奏会に通い、自らも5歳でピアノ、7歳でヴィオラを始め、後にピアノをベルリン音楽大学学長のヘルムート・ロロフに師事、カラヤン財団のオーケストラ・アカデミーに入った後はベルリン・フィルの当時の首席ヴィオラ奏者ジュスト・カッポーネからヴィオラとヴァイオリンを学び、これらの演奏で数多くの賞を受賞している。また、並行して、かつてブルーノ・ワルターが学んだことでも知られるベルリンのシュテルン音楽院にて指揮や作曲などの個人レッスンも受けていた。
そして、ベルリン・ドイツ・オペラの練習指揮者であったハンス・ヒルスドルフからピアノスコアの弾き方を学んだ後、当時、同歌劇場の事実上の常任指揮者であったハインリヒ・ホルライザーに認められ、1978年、19歳でベルリン・ドイツ・オペラのコレペティートアに採用された。ホルライザーのアシスタントとなり、本格的に指揮者としての道を歩み始めたティーレマンであったが、そもそもティーレマンが指揮者となることを決意したのは、前述のような音楽学生時代を過ごす中で、ベルリン・ドイツ・オペラにて上演されたホルライザー指揮、ヴィーラント・ワーグナー演出による、リヒャルト・ワーグナーの『トリスタンとイゾルデ』を見たことであったという。
コレペティートアとして働くようになってからは、ヘルベルト・フォン・カラヤンとの交流も深まり、ベルリン・フィルの本拠地であるベルリン・フィルハーモニーとベルリン・ドイツ・オペラを行き来したり、ザルツブルク復活祭音楽祭への参加をはじめとして、彼らの演奏旅行に同行したりしながら、オペラとオーケストラ両面の研鑽を積むこととなる。1980年には、カラヤンが弾き振りするブランデンブルク協奏曲のチェンバリストとして“ベルリン・フィルデビュー”も飾っている。
また、当時ベルリン・ドイツ・オペラに客演していたダニエル・バレンボイムのアシスタントも務め、その縁でパリをはじめとする各地での演奏会やバイロイト音楽祭（1981年、ジャン＝ピエール・ポネル新演出によるワーグナーの『トリスタンとイゾルデ』）においても筆頭助手として活躍した。バイロイト音楽祭への参加をきっかけとして、ホルスト・シュタインからアドバイスを受ける機会も得ているが、後にティーレマンは、ホルライザーとともに自分を一番可愛がってくれたのはシュタインであると語り、シュタインをカラヤンと同列の指揮者として挙げている。
その後、1982年よりゲルゼンキルヒェン音楽歌劇場の指揮者兼コレペティートア、カールスルーエ・バーデン州立劇場、ハノーファーのニーダーザクセン州立劇場にて経験を積んだ。そして、1985年にデュッセルドルフのデュッセルドルフ・ライン歌劇場の首席指揮者としてキャリアをスタート、1988年にはニュルンベルク州立劇場の音楽総監督に就任した。これは当時ドイツ国内では最年少の音楽総監督であった。
この間、1983年にはイタリアの名門フェニーチェ劇場において、ワーグナー没後100年を記念した『パルジファル』を指揮し、好評を得た。1987年には、ウィーン国立歌劇場へモーツァルトの『コジ・ファン・トゥッテ』を指揮してデビューし、続けてモーツァルトの『フィガロの結婚』やヴェルディの『椿姫』などを10回指揮したものの、この時は人気を得るには至らず、以降しばらく遠ざかることになるという苦い経験も有している（ウィーン国立歌劇場へは後に再デビューを果たす。後述）。

### 国際的指揮者となって古巣へ
1990年代に入ると、ティーレマンの音楽活動は国際的な広がりを見せ始める。1991年に『ローエングリン』を指揮してベルリン・ドイツ・オペラにデビューした後は、ワーグナーをはじめモーツァルトやプフィッツナーのオペラ、ベートーヴェンやシューマンの交響曲などを指揮し、同歌劇場との関係を深めていく。並行して、1990/1991年にはサンフランシスコ歌劇場で『エレクトラ』を指揮してアメリカ・デビュー、1993年にはボローニャ市立劇場の首席客演指揮者に就任、クラウス・テンシュテットの代役としてシカゴ交響楽団を指揮してアメリカのオーケストラ・デビュー、また、メトロポリタン歌劇場ではカルロス・クライバーの代役として『ばらの騎士』を指揮してデビュー、同劇場から改めて『アラベラ』の依頼が来ることとなった。
1995年には名門ドイツ・グラモフォンと専属契約を結び、フィルハーモニア管弦楽団を指揮したベートーヴェンの交響曲第5番・第7番、ベルリン・ドイツ・オペラ管弦楽団を指揮したプフィッツナーとリヒャルト・シュトラウスの管弦楽曲集をリリースしてCDデビューを果たし、現在に到るまで多くのCDやDVDを発表している。
1997年には、ついに古巣ベルリン・ドイツ・オペラの音楽総監督に就任した（2004年まで）。このようにティーレマンは、純粋なドイツ人指揮者、しかも音楽学校出身で指揮者コンクールに入賞した指揮者が広く活躍している近年の音楽界の中で、ヴィルヘルム・フルトヴェングラーやハンス・クナッパーツブッシュといった、かつてのドイツ人指揮者と同じく歌劇場でカペルマイスターの修業を積んだ指揮者として、国際的に脚光を浴びるようになっていったのである。
ベルリン・ドイツ・オペラでは、有名なものから無名なものに至るまでのリヒャルト・シュトラウスの作品及び『さまよえるオランダ人』から『パルジファル』までのワーグナーの主要作品を上演してスペシャリストとしての名声を確立した他、モーツァルトやプフィッツナーの作品、あるいは現代作品も数多く手がけた。現在のところティーレマンのレパートリーの中心はワーグナーやリヒャルト・シュトラウスを中心としたドイツ・オペラであるが、イタリアの作品やフランスの作品へも積極的に取り組む姿勢を見せている。
ベルリン・ドイツ・オペラの総監督として実り多い活動を展開したが、2000年頃より始まったベルリンの三つの歌劇場をめぐる政治改革（ベルリン市の財政逼迫につき、閉鎖・合併を含めた予算的・人的整理が目的）を経た後、ティーレマンはベルリン・ドイツ・オペラの楽員や上演に当たっての条件改善を訴えるも受け入れられず、「削減された限られた予算で芸術的水準を保つのは不可能」として、2004年のシーズンをもって辞任することとなってしまった。既にジェームズ・レヴァインの後任として、2004年より7年間の契約でミュンヘン・フィルハーモニー管弦楽団の音楽総監督に就任することが決定しており、ティーレマンとしてはベルリンとミュンヘンとを拠点として活動する予定であったが、ベルリン・ドイツ・オペラ辞任によりミュンヘンを中心に活動していくこととなった。

### ミュンヘン・フィルとの活動
2004年10月29日、音楽総監督就任披露演奏会で取り上げたのはブルックナーの交響曲第5番であった。ブルックナーの作品はティーレマンの得意とするところであるが、ミュンヘン・フィルが本拠地とするガスタイク文化センター内のフィルハーモニー・ホールのこけら落とし公演でも演奏された曲であり、その指揮を執るとともに楽団の黄金時代を築いたセルジュ・チェリビダッケが得意とした曲の一つでもあったことから、ミュンヘン・フィルにおけるブルックナー演奏の歴史を受け継ぐという決意が込められていると言われる。就任演奏会での演奏はCDもリリースされており、ティーレマンとミュンヘン・フィルによる他の録音とともに高く評価され、今後もブルックナーの交響曲全集の完成が計画されている。
ティーレマンはベルリン・ドイツ・オペラ辞任以降、オペラに関してはウィーン国立歌劇場、バイロイト音楽祭に絞って指揮しているが、ドイツの温泉保養地バーデン＝バーデンにて開催されるバーデン＝バーデン音楽祭では、シンフォニー・オーケストラであるミュンヘン・フィルをオーケストラ・ピットに入れてオペラ上演を行い、その一部は収録されリリースされている他、ワーグナーの『ニーベルングの指環』などを上演・収録する予定もあった（後述の通りミュンヘン・フィル音楽監督辞任により実現せず、代わってシュターツカペレ・ドレスデンを起用して行われる）。また、ティーレマンとミュンヘン・フィルは、2005年10月4日バチカンにて行われた新ローマ教皇ベネディクト16世を祝う御前演奏会や、2006年6月7日ドイツワールドカップの開会式が挙行されたミュンヘンでのガラ・コンサートなどにも出演し演奏を披露している。
このように、順調に活動を行ったティーレマンとミュンヘン・フィルであるが、俄に亀裂が生じることとなった。2009年の夏、2012年以降の契約の更新に際して、ミュンヘン・フィルを運営するミュンヘン市は客演指揮者とプログラムの選定に関する権限を楽団総裁に与え、結果として音楽総監督の芸術的権利を制限することとした。ティーレマンはこの条項に納得せず、交渉が決裂したのである。その後、ティーレマン側はミュンヘンに留まりたい意向を示し、サヴァリッシュやフィッシャー＝ディースカウ、ルネ・コロ、ブレンデルといった往年の巨匠から、ブーレーズやバレンボイム、あるいはクレーメルやグリモー、ドミンゴ、ハンプソン、そして現ウィーン国立歌劇場総監督ドミニク・マイヤーに到るまで総勢30名を越える著名音楽家たちも連名でティーレマンの延長をミュンヘン市に求めたが、結局折り合わず、2011年を最後にミュンヘンを去ることとなってしまった。前述のベルリン・ドイツ・オペラ辞任をめぐる経緯や、当初よりミュンヘン・フィルとの契約に盛り込まれていた「市当局が楽団員の人数及び予算を必要以上に削減しないこと、もし削減が行われた場合は正当に辞任することができる」という旨の条項からも解る通り、芸術的事項に関しては妥協を許していない。

### シュターツカペレ・ドレスデンと現在
今後、ティーレマンは2012年のシーズンより7年間の契約で、チューリヒ歌劇場に転出するファビオ・ルイージの後任として、シュターツカペレ・ドレスデン（以下SKD）の首席指揮者に就任した。2009年9月の定期演奏会をルイージが病気キャンセルした際、ティーレマンがその代役としてブルックナーの交響曲第8番を指揮し、それをきっかけとして、かねてよりルイージの後任を探していたドレスデンとの交渉が急速にまとまったのである。
ただし、ルイージは、同楽団が行う2010年ジルベスター・コンサートの指揮者にティーレマンが指名されたことを理由として、任期満了を待たずに一方的に契約を解除している。もっとも、ルイージの辞任に関しては、この件のみが原因ではなく、もともとのSKDとの関係悪化が原因であるとの意見がある。
ティーレマンは、ルイージが辞任したことによって音楽総監督・首席指揮者が欠けた穴を埋めるべく、首席指揮者就任に先んじて事態の収拾に努めている。
SKDのジルベスター・コンサートがZDFによって放送されるのは2010年が初めてのことであるが、その生中継は同日の同じ時間にARDによって生中継されたグスターボ・ドゥダメル指揮ベルリン・フィルによるジルベスター・コンサートの視聴率を上回り、早くもティーレマンとSKDの人気の高さを見せつけることとなった。また、このコンサートの模様を収めたCD・DVDはドイツ・グラモフォンよりスピード・リリースされた。
ドレスデンにおけるポストは、まずはザクセン州立ドレスデン歌劇場の専属管弦楽団であるシュターツカペレ・ドレスデンの首席指揮者にとどまるが、発表された活動内容によるとオペラ上演にも多く関わる模様である。同楽団には2003年に初登場して以来、これまでも度々客演しており、ほとんどの楽団メンバーとはバイロイト音楽祭でも共演しているため、この組み合わせによる今後の活躍が期待されている。
加えて、2013年からは、ザルツブルク復活祭音楽祭の芸術監督に就任し、SKDとともに同音楽祭に出演することが決まっている。この音楽祭は、カラヤンが故郷ザルツブルクにおいて、ベルリン・フィルを起用しオペラ上演を行うことを目的として創設したものであり、カラヤン死後も基本的にベルリン・フィルとその歴代音楽監督によって引き継がれてきた。しかし、2011年、サイモン・ラトルおよびベルリン・フィルはザルツブルクからの撤退を一方的に通告し、契約を打ち切ったのである。その後任として、ティーレマンおよびSKDが選ばれたのであった。

### バイロイト音楽祭
1999年5月、ベルリン・ドイツ・オペラにおける『ローエングリン』に感銘を受けたバイロイト音楽祭総監督・演出家・舞台美術家ヴォルフガング・ワーグナーは、ただちに音楽祭へのティーレマンの招聘を決定し、翌2000年に『ニュルンベルクのマイスタージンガー』を指揮してデビューを果たした。この時は、「観客のみならず演奏家たちからも絶大な信用と尊敬を勝ち得ていた」と評され、実際にそれ以降毎年客演を重ねている。
2001年はバイロイト音楽祭が1951年に再開されてから50年という節目の年であり（なお、音楽祭設立125周年、音楽祭が開かれなかった年を除いて遂行90周年、ラジオ放送開始70周年でもあった）、その記念として、ワーグナーの作品のみが上演される音楽祭において唯一の例外であるベートーヴェンの交響曲第9番の演奏が行なわれた。音楽祭としてはワーグナー生誕150年を記念した1963年（カール・ベーム指揮）以来38年ぶり、かつ1872年のバイロイト祝祭劇場定礎式にてワーグナー自身が演奏して以来、音楽祭としては6回目の第九演奏であるが、このコンサートの指揮を委ねられたのは前年に同音楽祭にデビューしたばかりのティーレマンであった。また、この年の音楽祭では第九だけではなく、前年に引き続き『ニュルンベルクのマイスタージンガー』（2002年まで）、そして『パルジファル』の最終年も指揮もしている。
1951年にバイロイト音楽祭が再開された際、第九の指揮をしたのがフルトヴェングラーであり、そして『パルジファル』の指揮をしたのがクナッパーツブッシュであり、『ニュルンベルクのマイスタージンガー』の指揮をしたのがクナッパーツブッシュとカラヤンであった。奇しくも、半世紀の時を経て、フルトヴェングラーとクナッパーツブッシュに私淑し、カラヤンに教えを受けたティーレマンが、これらを一手に担ったのである。
以上に加え、ティーレマンがバイロイト音楽祭にデビューした『ニュルンベルクのマイスタージンガー』は、音楽祭において1953年以来49年にわたって演出を手がけてきたヴォルフガング・ワーグナー総監督の最後の演出作品であり、早々に2002年からの『タンホイザー』（2005年まで。なお、2003年の公演はバイロイト音楽祭を公式訪問した小泉純一郎首相も鑑賞している）の指揮者に指名され、2006年からの『ニーベルングの指環』（2010年まで）の内定を受けるなど、音楽祭デビュー後一貫してヴォルフガングの厚い信頼を得ている。
2006年から担当した『ニーベルングの指環』のうち、特に2008年の公演はCDとしてリリースされたが、バイロイト音楽祭における『ニーベルングの指環』のライヴ録音がリリースされるのは1966年・1967年のカール・ベームの指揮によるもの以来のことである。2010年の公演では、四部作のうち2作目に当たる『ワルキューレ』がバイロイトから世界で初めて生中継され、注目を集めた。
また、2010年に死去したヴォルフガング・ワーグナーの追悼演奏会でも指揮をとったほか、2011年こそザルツブルク音楽祭出演のため休みであるものの、2012年からは新演出の『さまよえるオランダ人』、2015年からはカタリーナ・ワーグナー新演出による『トリスタンとイゾルデ』の指揮が予定されている。
このように、いまや名実ともにバイロイト音楽祭の中心的人物となっているティーレマンだが、ヴォルフガングの二人の実娘カタリーナ・ワーグナーとエーファ・ワーグナー・パスキエ新総監督へと代替わりした体制において、いよいよ音楽祭の音楽監督たる音楽顧問の地位に就くとの意見がある。

### ウィーン・フィルおよびウィーン国立歌劇場
首席指揮者に就任するシュターツカペレ・ドレスデン以外では、特にウィーン・フィルハーモニー管弦楽団との関係は緊密で、2000年10月に好評をもってデビューして以来、定期演奏会、特別演奏会や音楽祭、演奏旅行を問わず頻繁に客演を重ねている。2008年秋からは、同楽団とウィーン楽友協会、オーストリア放送協会、ユニテルの共同プロジェクトとして、ウィーンにおけるベートーヴェンの交響曲全曲演奏会とその録画・録音を行ったのち、パリ及びベルリンにおいても全曲演奏会が開かれた。さらに、今後もシューマンの交響曲全集の録画・録音が計画されている。
2010年は、ウィーン・フィルの創設者であるオットー・ニコライの生誕200年にあたる記念年であった。そのため、ニコライの生誕の地ケーニヒスベルク（現カリーニングラード）において、ウィーン・フィルによるガラ・コンサートが催されたが、その指揮を任されたのもティーレマンであった。このように、楽団からも絶大な信頼が寄せられている。
2003年には、ウィーン国立歌劇場においては1967年以来となるワーグナーの『トリスタンとイゾルデ』の新演出のプレミエを指揮し、15年ぶりに復帰を果たした。その圧倒的な成功によって鮮烈な再デビューを飾った後は定期的に出演し、その一部はライヴ録音としてCDやDVDもリリースされている。2004/2005年シーズンの最後の演目は、同シーズンをもって退任する予定となっていたウィーン国立歌劇場総監督イアン・ホーレンダーが幕引きのために用意したワーグナーの『パルジファル』であり、その指揮を任されたのもティーレマンであった。また、2005年11月5日に行われたウィーン国立歌劇場再建50周年記念ガラ・コンサートにおいては、小澤征爾やズービン・メータといったウィーン縁のベテラン指揮者とともに、その後同歌劇場音楽総監督に就任することとなるフランツ・ウェルザー＝メストと並んで出演している。
また2019年には、ウィーンフィル・ニューイヤーコンサートの指揮を担当した。
このように、ティーレマンはウィーンにおいて次代を担うドイツ・オーストリア系指揮者として確固たる地位を築いており、ウェルザー＝メスト新監督もまたティーレマンを積極的に招聘したい意向を示している。

### その他のオーケストラ・歌劇場
これまでにドイツ国内やヨーロッパ各地のオーケストラをはじめ、シカゴ交響楽団、ニューヨーク・フィルハーモニック、クリーヴランド管弦楽団、フィラデルフィア管弦楽団、イスラエル・フィルハーモニー管弦楽団など世界の数多くのオーケストラへ客演し、特にウィーン・フィルハーモニー管弦楽団、ベルリン・フィルハーモニー管弦楽団などへは定期的に客演を行なっている。
ベルリン・フィルにおいては、前述のようにティーレマン自身がベルリン出身であり、幼い頃からその演奏会に通い、また、奏者として楽団の中で演奏を学んだり、指揮者としてヘルベルト・フォン・カラヤンのアシスタントを務めるなど縁が深い。定期演奏会へデビューしたのは1996年のことであるが、クラウディオ・アバド辞任後の首席指揮者・芸術監督の候補として、サイモン・ラトルやマリス・ヤンソンスらとともに名が挙がった一人であり、その後ラトルが就任してからも定期的に客演している。また、同じ世代の中では定期的に指揮台に招かれているほぼ唯一の指揮者となっており、「ドイツ人指揮者として無視できない大物」と評されているばかりでなく、ラトル後のベルリン・フィルの常任指揮者に最も近いという意見があった。近年は得意とするブルックナーやブラームス、リヒャルト・シュトラウスといったドイツ・オーストリア系レパートリーを披露しており、それらの演奏はベルリン・フィルが運営しているデジタル・コンサートホールのアーカイブでも視聴可能である。
2015年、ラトル退任後のベルリン・フィルの首席指揮者・芸術監督の選考が行われ、候補としてティーレマンの名も挙がったが、最終的にキリル・ペトレンコに決定している。

## 来日歴
ティーレマンが初めて日本の土を踏んだのは、ギムナジウム（日本の中学校・高等学校に相当する）卒業直後、観光旅行のために訪れたときであったという。
指揮者としての来日は、レナード・バーンスタインの提唱で始まったパシフィック・ミュージック・フェスティバル（PMF）にレジデント・オーケストラとして参加するため初来日したローマ聖チェチーリア音楽院管弦楽団に同行したときが初めてである。1993年7月、PMFにおいて同オーケストラを指揮してシューマンの交響曲第4番、モーツァルトの『ドン・ジョヴァンニ』のアリアとベートーヴェンのコンサート・アリア（ソプラノ：佐藤しのぶ）といったプログラム、メンデルスゾーンのヴァイオリン協奏曲（ヴァイオリン：マッシモ・クァルタ）及びブラームスの交響曲第1番というプログラムを演奏、東京でも同様のプログラムで演奏会が行われた。
同年9月から10月には、ベルリン・ドイツ・オペラの日本公演に、ハインリヒ・ホルライザーや当時の音楽監督ラファエル・フリューベック・デ・ブルゴスらに同行して来日、この時はワーグナーの『ニュルンベルクのマイスタージンガー』 『トリスタンとイゾルデ』 『ローエングリン』とベルリン・ドイツ・オペラ管弦楽団のオーケストラ・コンサートが行われたが、そのうちティーレマンは『ローエングリン』の指揮を担当した。
その後1998年1月から2月にかけ、ベルリン・ドイツ・オペラの新たな音楽監督として同劇歌場を率いて日本公演を行い、ワーグナーの『さまよえるオランダ人』 『タンホイザー』、リヒャルト・シュトラウスの『ばらの騎士』の公演のうち、ワーグナーの2つの楽劇を指揮。ベルリン・ドイツ・オペラ管弦楽団のオーケストラ・コンサートでは、リヒャルト・シュトラウスの『日本の皇紀二千六百年に寄せる祝典曲』、ベートーヴェンのヴァイオリン協奏曲（ヴァイオリン：エリザベス・グラス）、ブラームスの交響曲第1番というプログラムを演奏した。また、ベルント・ヴァイクルらを迎えた「ワーグナー・ガラ」コンサートを行った。
2003年11月にはヴォルフガング・サヴァリッシュとともにウィーン・フィルハーモニー管弦楽団を率いて来日し、それぞれが数公演ずつ担当する予定であった。しかし、来日直前にサヴァリッシュが病気キャンセルした結果、プログラムを一部変更の上でティーレマンの指揮により日本演奏旅行が行われることとなった。この時は、リヒャルト・シュトラウスの歌曲（バリトン：トーマス・ハンプソン）、ブラームスの交響曲第1番というプログラム、ベートーヴェンの交響曲第6番、リヒャルト・シュトラウスの『英雄の生涯』というプログラム、ワーグナーの管弦楽曲、ブルックナーの交響曲第7番というプログラムを演奏した。
2007年11月にはミュンヘン・フィルハーモニー管弦楽団の音楽総監督に就任後初めての日本演奏旅行を行ない、ブルックナーの交響曲第5番という1曲だけのプログラム、リヒャルト・シュトラウスの『ドン・ファン』 『死と変容』、ブラームスの交響曲第1番というプログラムを演奏した。2度目となる2010年3月の日本演奏旅行ではブルックナーの交響曲第8番という1曲だけのプログラム、ワーグナーの管弦楽曲、ブラームスのヴァイオリン協奏曲（ヴァイオリン：ヴァディム・レーピン）、ベートーヴェンの交響曲第5番というプログラムを演奏した。2012年10月に首席指揮者としてシュターツカペレ・ドレスデンを率いての日本演奏旅行をおこなった。2013年には再びウィーン・フィルハーモニー管弦楽団を率いて来日した。
その他、2003年以降にベルリン・ドイツ・オペラやフィルハーモニア管弦楽団、ウィーン国立歌劇場の日本公演に同行する予定であったが、いずれも実現しなかった。

## 主な録音（一部）

### オペラ作品
- リヒャルト・シュトラウス：『アラベラ』（全曲）、収録：1994年11月（DVD）
メトロポリタン歌劇場管弦楽団
- ワーグナー：楽劇『トリスタンとイゾルデ』（全曲）、収録：2003年5月
ウィーン国立歌劇場管弦楽団
- ワーグナー：舞台神聖祭典劇『パルジファル』（全曲）、収録：2003年5月
ウィーン国立歌劇場管弦楽団
- ワーグナー：楽劇『ニュルンベルクのマイスタージンガー』（全曲）、収録：2008年1月（DVD）
ウィーン国立歌劇場管弦楽団
- ワーグナー：舞台祝祭劇『ニーベルングの指環』（全曲）、収録：2008年
バイロイト祝祭管弦楽団
- リヒャルト・シュトラウス：『ばらの騎士』（全曲）、収録：2009年1月（DVD）
ミュンヘン・フィルハーモニー管弦楽団
- リヒャルト・シュトラウス：『エレクトラ』（全曲）、収録：2010年1月＆2月（DVD・Blu-ray Disc）
ミュンヘン・フィルハーモニー管弦楽団
- ワーグナー：『ワルキューレ』（全曲）、収録：2010年（DVD・Blu-ray Disc）
バイロイト祝祭管弦楽団

### 管弦楽作品
- ベートーヴェン：交響曲第5番／交響曲第7番、収録：1996年7月
フィルハーモニア管弦楽団
- シューマン：交響曲第2番ほか、収録：1996年7月
フィルハーモニア管弦楽団
- ワーグナー：管弦楽曲集、収録：1997年4月
フィラデルフィア管弦楽団
- シューマン：交響曲第3番ほか、収録：1998年6月
フィルハーモニア管弦楽団
- オルフ：『カルミナ・ブラーナ』、収録：1998年10月
ベルリン・ドイツ・オペラ管弦楽団
- リヒャルト・シュトラウス：『アルプス交響曲』／『ばらの騎士』組曲、収録：2000年10月
ウィーン・フィルハーモニー管弦楽団
- シューマン：交響曲第1番／交響曲第4番、収録：2001年2月
フィルハーモニア管弦楽団
- リヒャルト・シュトラウス：『英雄の生涯』／交響的幻想曲『影のない女』、収録：2002年9月
ウィーン・フィルハーモニー管弦楽団
- ブルックナー：交響曲第5番、収録：2004年10月
ミュンヘン・フィルハーモニー管弦楽団
- ブラームス：交響曲第1番ほか、収録：2005年6月
ミュンヘン・フィルハーモニー管弦楽団
- ブルックナー：交響曲第4番／交響曲第7番、収録：2008年、2006年（DVD）
ミュンヘン・フィルハーモニー管弦楽団
- ブルックナー：交響曲第8番、収録：2009年9月14日
シュターツカペレ・ドレスデン
- ベートーヴェン：交響曲全集、収録：2008年－2010年（DVD・Blu-ray Disc）
ウィーン・フィルハーモニー管弦楽団

### 宗教作品
- モーツァルト：『レクイエム』、収録：2006年2月
ミュンヘン・フィルハーモニー管弦楽団
- ブラームス：『ドイツ・レクイエム』、収録：2007年4月（DVD）
ミュンヘン・フィルハーモニー管弦楽団
- ベートーヴェン：『ミサ・ソレムニス』、収録：2010年2月13日、14日（DVD・Blu-ray Disc）
シュターツカペレ・ドレスデン